# Antonio Pittaluga (peintre)
Pour les articles homonymes, voir Antonio Pittaluga et Pittaluga.
Antonio Pittaluga  (Gênes,1676-1716) est un peintre italien baroque de l'école génoise actif à la fin du XVIIe  et au début du  XVIIIe siècle.

## Biographie
Antonio Pittaluga a été un élève de  Giovanni Battista Merano.

## Œuvres
À Gênes
- Crucufixion avec San Francesco di Paola, église San Antonio di Pré,
- Les Evangélistes, église di Santa Fede.